# Brass in Pocket

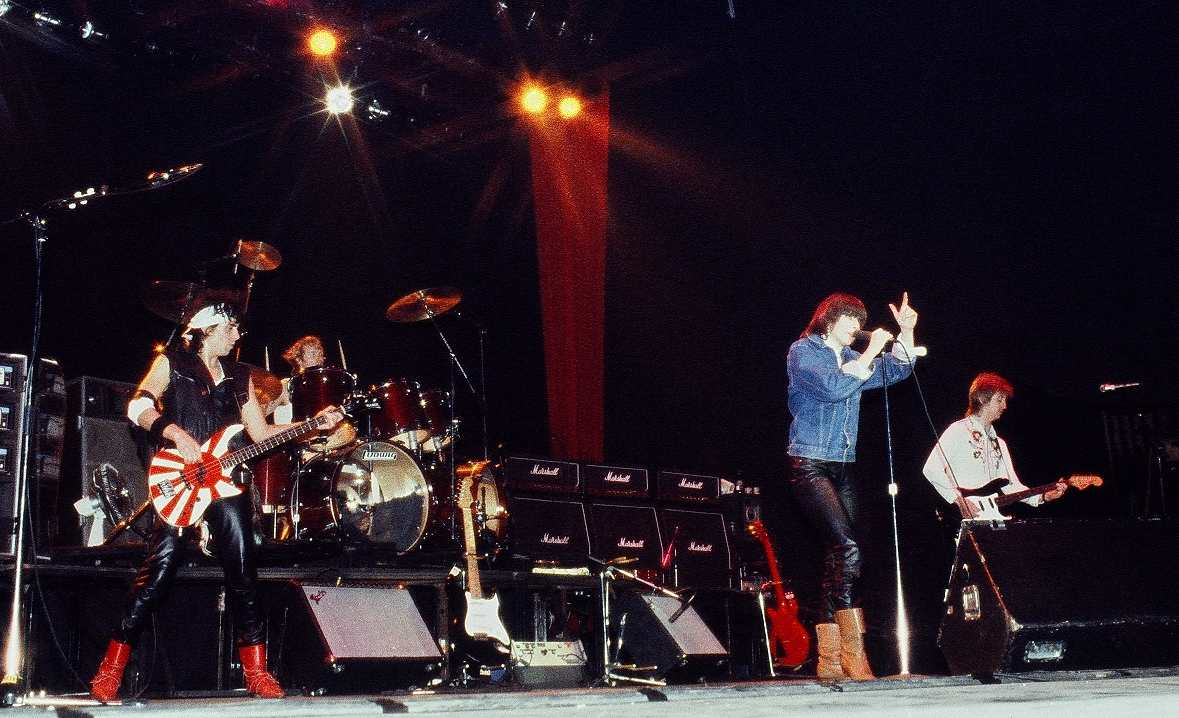
The Pretenders (1981)

Brass In Pocket (Iʼm Special) ist ein Lied der britisch-amerikanischen Rockband The Pretenders, das 1979 als dritte Single von ihrem Debütalbum erschien. Es wurde von Chrissie Hynde und James Honeyman-Scott geschrieben und von Chris Thomas produziert.  
Der Song entstand aus einem Gitarren-Lick von Honeyman-Scott und enthält einen Text, der laut Hynde von dem Mut handelt, den man braucht, um aufzutreten. 
Brass in Pocket wurde der bis dahin größte Hit der Band und erreichte Platz 1 in Großbritannien und Platz 14 in den USA. Das Musikvideo war das siebte Video, das zum Start von MTV am 1. August 1981 ausgestrahlt wurde.

## Hintergrund
Brass in Pocket (deutsch „Kleingeld in der Tasche“) entstand aus einem Gitarren-Lick, das James Honeyman-Scott für Chrissie Hynde spielte. Hynde nahm dann den Part mit einem Tonbandgerät auf und schrieb den Text des Lieds. Hynde sagte dazu: „Am Anfang hat es mir nicht gefallen. […] Ich dachte, es klang, als würde es versuchen, ein Motown-Song zu sein, aber man hat es nicht ganz hinbekommen.“
Über die Bedeutung des Songs sagte Hynde: „Sie besteht darin, dass du ein bisschen selbstsicher sein sollst. Du sollst nicht auf die Bühne gehen und sagen: 'Ich bin klein und habe kein Selbstvertrauen und denke, ich bin ein Arschloch.' Denn das kann man auf der Bühne einfach nicht tun. Du sollst das nicht, und wahrscheinlich hast du auch nicht viel Selbstvertrauen und denkst, dass du ein kleines Stück Scheiße bist, sonst hättest du gar nicht erst eine Rockband gegründet.“
In einem Interview mit The Observer im Jahr 2004 verriet sie, dass sie anfangs gezögert habe, den Song zu veröffentlichen: „Als wir den Song aufnahmen, war ich nicht sehr glücklich damit und sagte meinem Produzenten, dass er ihn nur über meine Leiche veröffentlichen könne.“ Später meinte Hynde: „Jetzt mag ich den Song, weil er einer dieser Songs ist, die mir gut getan haben. Ich mochte meine Stimme darauf nicht. Ich war eine Art neue Sängerin, und meine Stimme zu hören, ließ mich irgendwie erschaudern.“

## Musik und Text
Laut dem Kritiker des Rolling Stone Magazins Ken Tucker verwendet der Song „eine eiserne Faust als Metapher für [Hyndes] sexuelle Schlagkraft.“ Laut AllMusic-Kritiker Steve Huey passt der Backbeat „sehr gut zu Hyndes unerschütterlichem Selbstvertrauen, und der Song wird nie aggressiv genug, um seinen charmanten Zauber zu brechen oder ihre Selbstsicherheit unglaubwürdig idealisiert erscheinen zu lassen.“ Huey weist auch auf eine harmonische Verschiebung in der Musik für den Teil des Songs hin, in dem die Sängerin die verschiedenen attraktiven Qualitäten aufzählt, die sie einsetzen wird, um die Begegnung zu einem Erfolg zu machen. Bryan Wawzenek von Ultimate Classic Rock stufte das Lied als einen der 10 besten Pretenders-Songs des Schlagzeugers Martin Chambers ein, lobte den entspannten Groove und sagte: „Der Beat ist gewichtig, aber weich, und er lässt Chrissie Hynde viel Raum, sich durch die Single zu hangeln“.
Cashbox schrieb, der Song zeige, warum Hynde „schnell als eine der brillanten neuen Sängerinnen/Stylistinnen des Jahres 1980 auftauchte“, und hob „ihren gerissenen, sexy Gesang und ihre enorme Kontrolle“ hervor. Der Kritiker von Ultimate Classic Rock, Matt Wardlaw, bewertete den Song als den besten der Pretenders und sagte, es sei der Song, bei dem „alle Elemente wirklich zusammenkamen – ein cooler Groove und eine besonders sinnliche Stimme von Hynde“.
Die Textzeile Been driving, Detroit leaning bezieht sich auf cooles Zurücklehnen beim Autofahren.

## Veröffentlichung und Video
Brass in Pocket wurde als dritte Single der Band veröffentlicht. Im Jahr 2021 wurde er auf Platz 389 der Top 500 Greatest Songs of All Time des Rolling Stone gelistet.
Im Video zum Song spielt Hynde eine Kellnerin in einem fast leeren Café. Der Rest der Band kommt in einem großen pinkfarbenen amerikanischen Auto an, das von Bassist Pete Farndon gefahren wird. Die drei Männer sehen sich die Speisekarten an, bald treffen ihren Partnerinnen ein. Alle sechs verlassen das Restaurant. Hynde kommentierte das Ende des Videos so: „Das Brass in Pocket-Video wurde vom Regisseur gekapert, denn die Idee war, dass diese Jungs auf Motorrädern einbrechen und ich hinten draufsteige und rausfahre. Aber er hatte andere Vorstellungen und ließ mich weinend zurück. Das war nicht mein Drehbuch.“
Das Video wurde in der Gegend von North Kensington nördlich von Notting Hill gedreht. 

## Kommerzieller Erfolg

### Chartplatzierungen
Brass in Pocket war ihr erster großer Erfolg und erreichte im Januar 1980 zwei Wochen lang Platz eins der britischen Single-Charts (und war damit die erste neue Nummer-eins-Single der 1980er Jahre) und Platz 14 der Billboard Hot 100-Charts in den Vereinigten Staaten.
| ChartsChartplatzierungen       | Höchstplatzierung | Wochen |
| ------------------------------ | ----------------- | ------ |
| Vereinigte Staaten (Billboard) | 14 (22 Wo.)       | 22     |
| Vereinigtes Königreich (OCC)   | 1 (17 Wo.)        | 17     |

### Auszeichnungen für Musikverkäufe
| Land/Region                  | Auszeichnungen für Musikverkäufe (Land/Region, Auszeichnung, Verkäufe) | Verkäufe |
| ---------------------------- | ---------------------------------------------------------------------- | -------- |
| Neuseeland (RMNZ)            | Platin                                                                 | 30.000   |
| Vereinigtes Königreich (BPI) | Gold                                                                   | 500.000  |
| Insgesamt                    | 1× Gold · 1× Platin ·                                                  | 530.000  |

## Coverversionen
Der Song wurde von Suede bei der NME-Wohltätigkeitssammlung Ruby Trax gecovert.  Coverinfo listet 8 Coverversionen.